# Башдаш, Барыш
Барыш Башдаш (нем. и тур. Barış Başdaş; 17 января 1990 года, Кёльн) — турецкий и немецкий футболист, играющий на позиции защитника. Ныне выступает за турецкий клуб «Ени Малатьяспор».

## Клубная карьера
Родившийся в Германии, в Кёльне, Барыш Башдаш начинал заниматься в одноимённом местном футбольном клубе и затем продолжил тренироваться в «Алемании» из Ахена.
В июле 2009 года Барыш Башдаш перешёл в турецкую «Касымпашу». 13 сентября того же года он дебютировал в турецкой Суперлиге, выйдя в основном составе в гостевом матче с «Газиантепспором». Сезон 2011/12 Башдаш вместе с «Касымпашой» провёл в Первой лиге. 6 октября 2013 года он забил свой первый гол на высшем уровне, отметившись в домашнем поединке против «Элязыгспора».
В середине 2015 года Барыш Башдаш стал игроком клуба Первой лиги «Гёзтепе», но уже в начале 2016 года он на правах аренды перешёл в другую команду Первой лиги «Адана Демирспор», где и закончил сезон 2015/16.
Летом 2016 года защитник подписал контракт с «Карабюкспором», вернувшимся тогда в Суперлигу. В январе 2018 года Барыш Башдаш перешёл в «Аланьяспор».